# Мизний Дол
Мизний Дол (словен. Mizni Dol) — поселення в общині Врхника, Осреднєсловенський регіон, Словенія. 
Висота над рівнем моря: 617,7 м.
Населення в 2013 році складало 167 осіб, а в 2015 — 177.